# La Chapelle-de-Bragny
La Chapelle-de-Bragny este o comună în departamentul Saône-et-Loire, Franța. În 2009 avea o populație de 241 de locuitori.

## Evoluția populației
| An        | 1975 | 1982 | 1990 | 1999 | 2006 | 2009 |
| --------- | ---- | ---- | ---- | ---- | ---- | ---- |
| Populație | 168  | 204  | 203  | 226  | 240  | 241  |